# Spanish Cay
Spanish Cay är en ö i Belize. Den ligger i distriktet Belize, i den östra delen av landet, 60 km öster om huvudstaden Belmopan.